# Duttaphrynus hololius
Duttaphrynus hololius es una especie de anfibio anuro de la familia Bufonidae.

## Distribución geográfica
Esta especie es endémica del sur de la India. Habita en Andhra Pradesh y Kerala a más de 200 m de altitud en Ghats Occidental y Oriental.
Su presencia es incierta en Karnataka y Tamil Nadu.

## Descripción
El holotipo de Duttaphrynus hololius mide 38 mm. Esta especie tiene una cara dorsal de color marrón oliva veteada de marrón. Su superficie ventral es blanquecina.

## Publicación original
- Günther, 1876 "1875" : Third report on collection of Indian reptiles obtained by British Museum. Proceedings of the Zoological Society of London, vol. 1875, p. 567-577[5]